# Kallinikos de Petra
Pour les articles homonymes, voir Kallinikos et Petra.
Kallinikos de Petra était un rhéteur arabe de langue grecque et un historien de haute réputation qui a vécu pendant la crise du troisième siècle de l'Empire romain (235 - 285).
Le père de Kallinikos s'appelait Caius. Il était originaire de Pétra en Arabie Petrée. Son surnom était Suetorius ou Suctorius. Selon l'encyclopédie byzantine appelée la Souda il vivait à Athènes où il est dit qu'il était le rival d'un certain Genethlios. La Suda crédite Kallinikos d'être l'auteur de plusieurs écrits, dont il ne subsiste que quelques fragments. Parmi ses œuvres figurent plusieurs Enkomia et des discours, une signature de rhétorique (dédiée à un certain Lupus, qui est probablement identique au Lupus qui est le gouverneur romain Virius), un éloge de Rome intitulée « À propos du renouvellement de Rome », un discours à l'empereur Gallien et une « Histoire d'Alexandrie » en dix livres.
Le dernier de ces ouvrages a probablement été utilisé par Porphyre. Selon Arthur Stein, cet ouvrage est dédié à Zénobie, la reine de Palmyre qui  grâce à aux troupes de Palmyre « a été appelée Cléopâtre après la conquête de la province romaine d'Egypte ». Bien que Maurice Sartre note que ce n'est pas prouvé, il indique que sa dédicace « Pour Cléopâtre » de son Histoire d'Alexandrie, ne peut guère s'adresser qu'à Zénobie. Cette hypothèse est en général acceptée par la critique, bien qu'Udo Hartmann la conteste. Kallinikos peut avoir vécu à la cour de Zénobie pendant un certain temps, même si cela reste spéculatif,.
Les fragments de son œuvre sont colligés dans les Fragmente der griechischen Historiker (no 281).

## Sources
- Pawel Janiszewski: The Missing Link. Greek Pagan Historiography in the Second Half of the Third Century and in the Fourth Century AD. Warszawa 2006, S. 195ff.
- Arthur Stein: Kallinikos von Petrai. In: Hermes 58 (1923), S. 448–456.